# Radiopropagazione

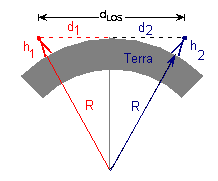
Collegamento in linea di vista tra due antenne con curvatura terrestre

In telecomunicazioni la radiopropagazione è la diffusione del segnale elettromagnetico nello spazio attraverso le onde radio. Diversamente dalla propagazione guidata, che studia la propagazione in portanti fisici come linee di trasmissione, guide d’onda e fibre ottiche, la radiopropagazione studia dunque la propagazione libera di segnali elettromagnetici nello spazio libero o in mezzi tenui come l'atmosfera (interazione radiazione-materia) o nello spazio vuoto come lo spazio cosmico.
In generale essa può suddividersi in radiopropagazione in un canale radio tra punti fissi (es. ponte radio, telediffusione e radiodiffusione), radiopropagazione in un canale radiomobile tra terminali mobili e le stazioni radiobase.

## Fattori di radiopropagazione

### Attenuazione
Un parametro fondamentale del canale radio e in generale di tutti i mezzi trasmissivi, comune a quelli cablati, è l'attenuazione.
Si distingue tra:
- attenuazione isotropica da spazio libero che in potenza va come 1/r².
- attenuazione supplementare del mezzo reale (diverso dal vuoto) che si somma all'attenuazione isotropica.

L'attenuazione supplementare (detta anche fading=evanescenza) ha natura variabile e aleatoria nel tempo (a causa delle variazioni delle caratteristiche o parametri fisici del canale radio ad esempio al mutare delle condizioni atmosferiche) ed è dunque caratterizzabile attraverso un processo aleatorio. Di conseguenza il canale risultante può essere modellizzato con una funzione di trasferimento tempo variante. È proprio questa la grande differenza concettuale tra i sistemi wireless e i sistemi di comunicazione cablati, caratterizzabili invece quasi del tutto deterministicamente se si eccettua il rumore termico aleatorio presente nel canale e nei dispositivi di ricetrasmissione comunque presente in entrambi i tipi di sistemi. Sotto questo punto di vista la radiopropagazione in un canale radiomobile è ancora più critica rispetto a quella di un canale radio fisso e per la quale è necessario dunque adottare particolari accorgimenti di ricetrasmissione.

#### Tipologie di fading
Il fading può essere piatto ovvero costante al variare della frequenza, oppure selettivo ovvero dipendere dalla frequenza generando così una distorsione in ampiezza del segnale, a cui si può ovviare con opportuni equalizzatori. In generale si distingue tra:
- fading statico dovuto all'assorbimento da parte dell'ossigeno e del vapore acqueo atmosferico (per lo più in corrispondenza di determinati picchi di assorbimento corrispondenti alle rispettive risonanze molecolari). In tali bande non è consigliabile trasmettere alcuna potenza elettromagnetica. Le bande complementari utili alla trasmissione sono comunemente note come finestre trasmissive.
- fading scintillante, dovuto allo scattering particellare e caratterizzato da bassi livelli di attenuazioni e media nulla nel tempo.
- fading profondo caratterizzato da alti livelli di attenuazione. Può essere dovuto alla presenza di cammini multipli (multipath fading) seguiti dall'onda elettromagnetica nel suo percorso e la cui ricombinazione in fase è aleatoria nel tempo generando variazioni di potenza nel ricevitore in conseguenza di interferenza costruttiva o distruttiva.
- fading da precipitazioni (es.pioggia): aumenta fortemente con la frequenza dell'onda elettromagnetica ed è funzione dell'intensità di precipitazione.
- fading da effetto condotto: anomalie nella distribuzione verticale dell'indice di rifrazione, causate dal mutare delle condizioni meteorologiche (es. inversioni termiche), portano alla formazione di 'condotti atmosferici' nei quali rimane confinato il segnale elettromagnetico il quale subisce forti attenuazioni nella riflessione sulle pareti del condotto stesso.
- fading da riflessione del suolo che produce onde riflesse che vanno a sommarsi, con fasi diverse, all'onda diretta creando interferenze ed evanescenza aleatoria simile al multipath fading.
- fading per diffrazione dovuta alla presenza di ostacoli fisici.

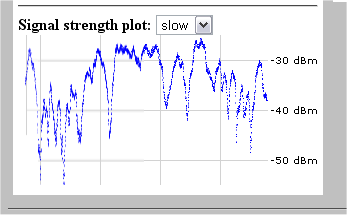
Evanescenza (detto anche: fading oppure QSB) del segnale di Radio Cina Internazionale ricevuto in Italia

L'attenuazione ha importanza fondamentale in sede di progetto ovvero dimensionamento della potenza emessa da un radiocollegamento rientrando nel bilancio di radiocollegamento (link budget) e influendo sulla qualità di radiotrasmissione ovvero su parametri come il tempo di indisponibilità (outage) del servizio o il tempo di qualità degradata del segnale trasmesso.
Un particolare tipo di canale radio è il canale radiomobile utilizzato nelle rispettive comunicazioni radiomobili (es. sistemi cellulari) che ha la caratteristica di essere ancora più sensibile e mutevole nel tempo al variare della posizione del terminale mobile nello spazio reale.

### Disturbi
Altro fattore importante in una radiotrasmissione sono i disturbi di radiocomunicazione ovvero da una parte i rumori interni al sistema, dovuti al rumore termico dei componenti circuitali del circuito emettitore e del ricevitore, dall'altra i rumori esterni (detti semplicemente disturbi), dovuti a tutte le altre sorgenti di radiazione, naturali e artificiali, come la radiazione cosmica (di fondo e diretta) e il rumore termico di altri oggetti fisici. Il rumore ha anch'esso natura variabile e aleatoria nel tempo con effetti sulla qualità del radiocollegamento andandosi a sommare al segnale utile informativo. Si tiene conto del rumore attraverso la potenza di rumore No=K*T*B dove T è la temperatura equivalente di rumore la quale può riferirsi al sistema ricevente (rumore interno) e/o all'ambiente esterno (temperatura equivalente d'antenna), B la banda di frequenze passanti nel ricevitore e K la costante di Boltzmann. Proprio la presenza di disturbi aleatori nel canale radio di propagazione del segnale fanno sì che il BER di una radiocomunicazione sia in media superiore a quello che usualmente si misura in una comunicazione cablata (elettrica o ottica).

## Effetti e problematiche
Le caratteristiche di radiopropagazione sono funzione della frequenza: tanto maggiore è la frequenza utilizzata tanto più il segnale si propaga in linea retta, tanto più è soggetto a riflessioni da parte di oggetti fisici di dimensioni maggiori o confrontabili con la rispettiva lunghezza d'onda e tanto minore è la distanza di copertura (range); al contrario tanto più la frequenza è bassa tanto più il segnale si propaga per onda sferica e tende per diffrazione ad aggirare ostacoli di dimensioni più piccole della rispettiva lunghezza d'onda e tanto maggiore è il range di copertura o distanza massima servibile a parità di potenza elettromagnetica irradiata.
Inoltre al diminuire della frequenza aumenta la capacità di penetrazione delle onde radio nei materiali non metallici con una certa costante di attenuazione funzione dei parametri elettromagnetici del materiale (permittività elettrica e permeabilità magnetica).
Viceversa un materiale metallico o con elettroni liberi di conduzione ha proprietà riflettenti e dunque eventualmente schermanti nei confronti delle microonde e delle onde radio incidenti fino al caso limite di consentirne la propagazione come nel caso delle guide d'onda.
Problemi tipici di una radiopropagazione in un sistema radiomobile sono anche l'effetto Doppler sul ricevitore del terminale mobile in moto e problematiche di handover al passaggio di copertura tra celle radio diverse.

## Tipi di radiopropagazione

### Propagazione per linea diretta
È il tipo di radiopropagazione più diffuso e ideale in una radiocomunicazione, specie in collegamenti di ponti radio terrestri e satellitari (line of sight). Caratteristica delle onde elettromagnetiche con lunghezza d'onda minore delle dimensioni degli oggetti irradiati è però anche il superamento dell'ostacolo e la ricezione da parte del ricevitore anche se posto non in linea di vista.

### Propagazione per onda di terra
Altro caso di radiopropagazione è la propagazione che sfrutta l'effetto guidante della superficie terrestre all'interfaccia con lo strato atmosferico e che può consentire anche lunghi percorsi dell'onda elettromagnetica grazie alla conducibilità offerta dal suolo terrestre che risulta debolmente carico negativamente e la superficie d'acqua debolmente polarizzata per via dei legami a idrogeno e/o la presenza di sali in essa disciolti. È sfruttata nelle applicazioni di radiodiffusione sia terrestri che marittime.

### Propagazione ionosferica

Propagazione ionosferica

Un caso particolare di radiopropagazione è la propagazione ionosferica ovvero la propagazione delle onde radio che sfrutta la riflessione elettromagnetica da parte dello strato atmosferico ionizzato conduttore qual è la ionosfera permettendone la propagazione oltre la semplice portata ottica tra trasmettitore e ricevitore ovvero oltre i limiti imposti dalla curvatura terrestre. Questa forma di propagazione fu quella inizialmente utilizzata da Guglielmo Marconi nei suoi esperimenti di radiopropagazione transoceanica dall'Europa all'America e portò alla scoperta della stessa ionosfera. Ora questa tecnica è scarsamente utilizzata.

### Propagazione per effetto condotto
Altro caso di radiopropagazione è quello che sfrutta la formazione di "condotti atmosferici" per l'onda elettromagnetica grazie all'inversione dell'indice di rifrazione dell'aria in particolari condizioni atmosferiche che danno origine all'effetto Fata Morgana. Tale modalità di propagazione non è tuttavia pienamente affidabile in quanto il fenomeno si manifesta in maniera aleatoria nel tempo.

### Troposcatter
L'atmosfera, in particolare la parte più bassa e densa detta troposfera, è in grado di produrre una certa diffusione o scattering dell'onda elettromagnetica a radiofrequenza così che una piccola parte dell'energia dell'onda elettromagnetica irradiata, anche se inviata in una direzione diversa da quella della linea di vista tra trasmettitore e ricevitore, può essere captata dal ricevitore stesso. Tale modalità di propagazione è detta "troposcatter".

### Propagazione satellitare
È il tipo di radiopropagazione che coinvolge le comunicazioni satellitari tra stazioni al suolo e satelliti per telecomunicazioni in orbita intorno alla Terra attraversando tutto o parte del mezzo atmosferico. A causa della distanza tra satellite e stazione al suolo e la presenza dell'atmosfera tipicamente l'attenuazione complessiva del segnale è elevata.

### Propagazione spaziale
È il tipo di radiopropagazione che coinvolge le comunicazioni tra sonde spaziali e satelliti in orbita per la ricezione dei dati attraversando il mezzo interstellare/interplanetario cioè lo spazio o vuoto cosmico. In virtù della quasi totale assenza di materia tale forma di propagazione risente di una bassa attenuazione specifica, ma su lunghissimi percorsi l'attenuazione complessiva rimane comunque elevata.

### Multipropagazione
L'onda elettromagnetica può seguire più percorsi dal trasmettitore al ricevitore ad esempio sfruttando, oltre alla linea diretta, la riflessione da parte del terreno o degli edifici specie in un collegamento radiomobile. A tale forma di propagazione si dà il nome di multipropagazione (multipath). A causa della ricombinazione con fase generalmente diversa delle varie onde in ricezione dovute al differente cammino percorso la potenza in ricezione è soggetta a fading aleatorio (multipath fading) almeno nel caso di una trasmissione radiomobile con effetti di distorsione in ampiezza del segnale.

Per tener conto del multipath e dei suoi effetti si definiscono le cosiddette zone di Fresnel come il volume determinato da quegli ellissoidi di raggio via via crescente per cui l'interferenza in un certo punto P è costruttiva oppure distruttiva.

Ellissoide di Fresnel

Nei sistemi radar essa causa difficoltà nell'individuazione esatta del target specie se a bassa quota.
Il multipath è particolarmente sentito anche nelle trasmissioni radiomobili come le reti cellulari dove il mutare della posizione del terminale mobile rispetto alla stazione radio base, specie con ambiente urbano di radiopropagazione, determina continue variazione degli effetti di riflessione e diffrazione e quindi un multipath variabile in maniera non predicibile ovvero aleatoria, cui si può ovviare con opportuni circuiti elettronici di controllo automatico del guadagno. Pur tuttavia il multipath nel canale radiomobile permette la ricezione anche non in linea di vista.
Nelle comunicazioni marittime invece il multipath della superficie marina rende molto più critica e meno performante la comunicazione.

## Ponte radio

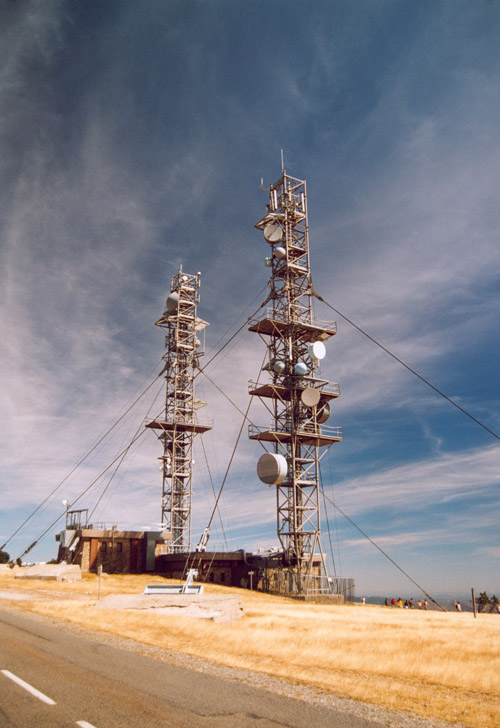
Antenne di Ponte radio

Quando il radiocollegamento terrestre intende coprire vaste distanze e l'attenuazione totale è tale da inficiare il normale funzionamento del radiocollegamento oltre una certa distanza si ricorre alla tecnica di trasmissione in Ponte radio terrestre ovvero all'uso di ripetitori disseminati lungo il percorso che hanno il compito di rigenerare (filtraggio e amplificazione) il segnale captato in ingresso e di reirradiarlo in uscita. Esistono due tipologie di ripetitori: ripetitori trasparenti e ripetitori rigenerativi: i primi attuano solo la funzione di amplificazione del segnale, i secondi attuano invece funzionalità di rigenerazione (reshaping) del segnale ovvero aggiungono operazioni di filtraggio dopo adeguata demodulazione del segnale.
In particolare i ponti radio sono stati ampiamente utilizzati come mezzi di trasmissione a distanza nella rete di trasporto fino all'avvento della fibra ottica e successivamente passati progressivamente in disuso. Allo stesso modo è possibile utilizzare nelle telecomunicazioni intercontinentali ponti radio satellitari per ovviare al problema del superamento della linea di vista limitata naturalmente dalla curvatura terrestre (telecomunicazioni satellitari). Anche questa soluzione ha avuto un iniziale forte successo per via dell'abbattimento dei costi del cablaggio salvo poi ridimensionarsi in favore del cablaggio in fibra, pur rimanendo attiva in diverse tratte di trasporto. Spesso l'uso di tratte radio nella rete di trasporto ha finalità di ridondanza trasmissiva ovvero tolleranza o robustezza nei confronti di guasti/malfunzionamenti o criticità sotto forma eccessi di traffico.